# Vulgichneumon takagii
Vulgichneumon takagii är en stekelart som först beskrevs av Tohru Uchida 1956.  Vulgichneumon takagii ingår i släktet Vulgichneumon och familjen brokparasitsteklar. Inga underarter finns listade i Catalogue of Life.